# Automolis phaeoptera
Automolis phaeoptera là một loài bướm đêm thuộc phân họ Arctiinae, họ Erebidae.